# مارجوري باركر
مارجوري باركر (بالإنجليزية: Marjorie Parker)‏ هي ناشِطة أسترالية، ولدت في 30 يونيو 1900 في بالارات في أستراليا، وتوفيت في 18 فبراير 1991 في لاونسستون في أستراليا.